# Латинізація японської мови
Японська писемність
Ієрогліфи 漢字
Абетка 仮名
- Хіраґана 平仮名
- Катакана 片仮名
- Манйоґана 万葉仮名
- Хентайґана 変体仮名
- Джіндай моджі

Використання
- Фуріґана 振り仮名
- Окуріґана 送り仮名

Латиниця

Українська кирилиця
Латинізація японської мови — сукупність систем запису японських слів знаками латинської абетки. В японській мові остання називається ро́мадзі (яп. ローマ字, ローマじ, МФА: [ɾo:mad͡ʑi], «латиниця»). Використовується в навчальній та спеціальній академічній літературі, транспорті, міжнародних установах тощо. В японській літературі та телебаченні вживається для смислового виділення слова. Поділяється на декілька груп: система Гепберна, урядову (ISO 3602) та японську (ISO 3602 Strict) системи. Найширше використання у світі має система Гепберна, призначена початково лише для англомовних осіб.

## Історія становлення
Перша система латинізації японської мови базувалася на португальській мові і її абетці. Вона була розроблена близько 1548 року японським християнином на ім'я Ядзіро. Система використовувалася у католицьких книгах, що видавалися єзуїтським орденом для місіонерів, з метою спростити проповідування в Японії. Ця португальська система є подібною на нинішню ніхон-сікі, за винятком того, що в ній інакше передавалися приголосні звуки: наприклад, звук [к] записувався як «c», а [х] — як «f». Так, словосполучення «Ніхон но котоба» (Японська мова), яке за нинішніми правилами пишеться ромадзі «Nihon no kotoba», тоді писалося як «Nifon no cotoba».
Після вигнання християн з Японії на початку 17 століття, ромадзі вийшла з ужитку. Її повторне використання розпочалося у період Мейдзі в другій половині 19 століття, коли Японія взяла курс на вестернізацію. Усі нинішні системи латинізації були розроблені у цей період.
Відразу після реставрації 1868 року деякі японські вчені пропонували повністю відмовитися від японської писемності та використовувати замість неї ромадзі. У цей час деякі книги навіть почали публікуватися повністю латиницею. Однак ідея зазнала невдачі через велику кількість омофонів у японській мові — слів, які вимовляються однаково, але записуються різними ієрогліфами, що позначають різні речі. Пізніше, на початку 20 століття, ряд вчених розробив складові абетки, знаки яких походили з латинського алфавіту. Ця ідея була ще менш популярною.

## Сучасні системи

### Система Гепберна
- Система Гепберна ґрунтується на фонології англійської мови і тому дає для носіїв англійської мови найкраще уявлення про те, як слово вимовляється японською. Вона була оголошена американським державним стандартом латинізації японської мови (т. зв. оновлена система Гепберна), однак статус стандарту було відкликано 6 жовтня 1994 року. Сьогодні цю систему латинізації вживають найчастіше. Японські школярі при вивченні латинського алфавіту одночасно вивчають систему Гепберна.

#### Система1886року
| あ / ア a  | い / イ i   | う / ウ u    | え / エ e  | お / オ o  |                 |                 |                 |
| か / カ ka | き / キ ki  | く / ク ku   | け / ケ ke | こ / コ ko | きゃ / キャ kya | きゅ / キュ kyu | きょ / キョ kyo |
| さ / サ sa | し / シ shi | す / ス szu  | せ / セ se | そ / ソ so | しゃ / シャ sha | しゅ / シュ shu | しょ / ショ sho |
| た / タ ta | ち / チ chi | つ / ツ tszu | て / テ te | と / ト to | ちゃ / チャ cha | ちゅ / チュ chu | ちょ / チョ cho |
| な / ナ na | に / ニ ni  | ぬ / ヌ nu   | ね / ネ ne | の / ノ no | にゃ / ニャ nya | にゅ / ニュ nyu | にょ / ニョ nyo |
| は / ハ ha | ひ / ヒ hi  | ふ / フ fu   | へ / ヘ he | ほ / ホ ho | ひゃ / ヒャ hya | ひゅ / ヒュ hyu | ひょ / ヒョ hyo |
| ま / マ ma | み / ミ mi  | む / ム mu   | め / メ me | も / モ mo | みゃ / ミャ mya | みゅ / ミュ myu | みょ / ミョ myo |
| や / ヤ ya |             | ゆ / ユ yu   |            | よ / ヨ yo |                 |                 |                 |
| ら / ラ ra | り / リ ri  | る / ル ru   | れ / レ re | ろ / ロ ro | りゃ / リャ rya | りゅ / リュ ryu | りょ / リョ ryo |
| わ / ワ wa | ゐ / ヰ wi  |              | ゑ / ヱ we | を / ヲ wo |                 |                 |                 |
| ん / ン n  |             |              |            |            |                 |                 |                 |
|            |             |              |            |            |                 |                 |                 |
| が / ガ ga | ぎ / ギ gi  | ぐ / グ gu   | げ / ゲ ge | ご / ゴ go | ぎゃ / ギャ gya | ぎゅ / ギュ gyu | ぎょ / ギョ gyo |
| ざ / ザ za | じ / ジ ji  | ず / ズ dzu  | ぜ / ゼ ze | ぞ / ゾ zo | じゃ / ジャ ja  | じゅ / ジュ ju  | じょ / ジョ jo  |
| だ / ダ da | ぢ / ヂ ji  | づ / ヅ dzu  | で / デ de | ど / ド do | ぢゃ / ヂャ ja  | ぢゅ / ヂュ ju  | ぢょ / ヂョ jo  |
| ば / バ ba | び / ビ bi  | ぶ / ブ bu   | べ / ベ be | ぼ / ボ bo | びゃ / ビャ bya | びゅ / ビュ byu | びょ / ビョ byo |
| ぱ / パ pa | ぴ / ピ pi  | ぷ / プ pu   | ぺ / ペ pe | ぽ / ポ po | ぴゃ / ピャ pya | ぴゅ / ピュ pyu | ぴょ / ピョ pyo |

#### Система1908року
| あ / ア a  | い / イ i   | う / ウ u   | え / エ e  | お / オ o  |                 |                 |                 |
| か / カ ka | き / キ ki  | く / ク ku  | け / ケ ke | こ / コ ko | きゃ / キャ kya | きゅ / キュ kyu | きょ / キョ kyo |
| さ / サ sa | し / シ shi | す / ス su  | せ / セ se | そ / ソ so | しゃ / シャ sha | しゅ / シュ shu | しょ / ショ sho |
| た / タ ta | ち / チ chi | つ / ツ tsu | て / テ te | と / ト to | ちゃ / チャ cha | ちゅ / チュ chu | ちょ / チョ cho |
| な / ナ na | に / ニ ni  | ぬ / ヌ nu  | ね / ネ ne | の / ノ no | にゃ / ニャ nya | にゅ / ニュ nyu | にょ / ニョ nyo |
| は / ハ ha | ひ / ヒ hi  | ふ / フ fu  | へ / ヘ he | ほ / ホ ho | ひゃ / ヒャ hya | ひゅ / ヒュ hyu | ひょ / ヒョ hyo |
| ま / マ ma | み / ミ mi  | む / ム mu  | め / メ me | も / モ mo | みゃ / ミャ mya | みゅ / ミュ myu | みょ / ミョ myo |
| や / ヤ ya |             | ゆ / ユ yu  |            | よ / ヨ yo |                 |                 |                 |
| ら / ラ ra | り / リ ri  | る / ル ru  | れ / レ re | ろ / ロ ro | りゃ / リャ rya | りゅ / リュ ryu | りょ / リョ ryo |
| わ / ワ wa | ゐ / ヰ wi  |             | ゑ / ヱ we | を / ヲ wo |                 |                 |                 |
| ん / ン n  |             |             |            |            |                 |                 |                 |
|            |             |             |            |            |                 |                 |                 |
| が / ガ ga | ぎ / ギ gi  | ぐ / グ gu  | げ / ゲ ge | ご / ゴ go | ぎゃ / ギャ gya | ぎゅ / ギュ gyu | ぎょ / ギョ gyo |
| ざ / ザ za | じ / ジ ji  | ず / ズ zu  | ぜ / ゼ ze | ぞ / ゾ zo | じゃ / ジャ ja  | じゅ / ジュ ju  | じょ / ジョ jo  |
| だ / ダ da | ぢ / ヂ ji  | づ / ヅ zu  | で / デ de | ど / ド do | ぢゃ / ヂャ ja  | ぢゅ / ヂュ ju  | ぢょ / ヂョ jo  |
| ば / バ ba | び / ビ bi  | ぶ / ブ bu  | べ / ベ be | ぼ / ボ bo | びゃ / ビャ bya | びゅ / ビュ byu | びょ / ビョ byo |
| ぱ / パ pa | ぴ / ピ pi  | ぷ / プ pu  | ぺ / ペ pe | ぽ / ポ po | ぴゃ / ピャ pya | ぴゅ / ピュ pyu | ぴょ / ピョ pyo |

### Японська система
- Ніхон-сікі — найстаріша система латинізації, яку застосовують найменше з усіх існуючих систем. Вона базується на японській фонології і суворо дотримується силабічного порядку японської абетки. Саме тому ця система єдина, за допомогою якої можна майже точно відновити вихідне японське написання за транслітерованим. Наприклад, у слові かなづかい канадзукай звук づ дзу є дзвінким звуком つ цу (що позначається знаком ゛, який називається «ніґорі»). Однак у японській абетці є інший знак, який читається так само — ず дзу. У системі Гепберна й Кунрей-сікі це ігнорується, і слово записується відповідно до вимови («kanazukai»), у той час як у ніхон-сікі зберігається орфографія японської мови і слово записується як «kanadukai». Також вона є стандартом ISO 3602 Strict.

| あ / ア a  | い / イ i  | う / ウ u  | え / エ e  | お / オ o  |                 |                 |                 |
| か / カ ka | き / キ ki | く / ク ku | け / ケ ke | こ / コ ko | きゃ / キャ kya | きゅ / キュ kyu | きょ / キョ kyo |
| さ / サ sa | し / シ si | す / ス su | せ / セ se | そ / ソ so | しゃ / シャ sya | しゅ / シュ syu | しょ / ショ syo |
| た / タ ta | ち / チ ti | つ / ツ tu | て / テ te | と / ト to | ちゃ / チャ tya | ちゅ / チュ tyu | ちょ / チョ tyo |
| な / ナ na | に / ニ ni | ぬ / ヌ nu | ね / ネ ne | の / ノ no | にゃ / ニャ nya | にゅ / ニュ nyu | にょ / ニョ nyo |
| は / ハ ha | ひ / ヒ hi | ふ / フ hu | へ / ヘ he | ほ / ホ ho | ひゃ / ヒャ hya | ひゅ / ヒュ hyu | ひょ / ヒョ hyo |
| ま / マ ma | み / ミ mi | む / ム mu | め / メ me | も / モ mo | みゃ / ミャ mya | みゅ / ミュ myu | みょ / ミョ myo |
| や / ヤ ya |            | ゆ / ユ yu |            | よ / ヨ yo |                 |                 |                 |
| ら / ラ ra | り / リ ri | る / ル ru | れ / レ re | ろ / ロ ro | りゃ / リャ rya | りゅ / リュ ryu | りょ / リョ ryo |
| わ / ワ wa | ゐ / ヰ i  |            | ゑ / ヱ e  | を / ヲ o  |                 |                 |                 |
| ん / ン n  |            |            |            |            |                 |                 |                 |
|            |            |            |            |            |                 |                 |                 |
| が / ガ ga | ぎ / ギ gi | ぐ / グ gu | げ / ゲ ge | ご / ゴ go | ぎゃ / ギャ gya | ぎゅ / ギュ gyu | ぎょ / ギョ gyo |
| ざ / ザ za | じ / ジ zi | ず / ズ zu | ぜ / ゼ ze | ぞ / ゾ zo | じゃ / ジャ zya | じゅ / ジュ zyu | じょ / ジョ zyo |
| だ / ダ da | ぢ / ヂ di | づ / ヅ du | で / デ de | ど / ド do | ぢゃ / ヂャ dya | ぢゅ / ヂュ dyu | ぢょ / ヂョ dyo |
| ば / バ ba | び / ビ bi | ぶ / ブ bu | べ / ベ be | ぼ / ボ bo | びゃ / ビャ bya | びゅ / ビュ byu | びょ / ビョ byo |
| ぱ / パ pa | ぴ / ピ pi | ぷ / プ pu | ぺ / ペ pe | ぽ / ポ po | ぴゃ / ピャ pya | ぴゅ / ピュ pyu | ぴょ / ピョ pyo |

- Кунрей-сікі — реформований варіант ніхон-сікі. У цій системі латинізація близька до сучасного прочитання. Кунрей-сікі є стандартом, який визнаний японським урядом і ISO (ISO 3602). Раніше ця система викладалася у японській початковій школі.

| あ / ア a  | い / イ i  | う / ウ u  | え / エ e  | お / オ o  |                 |                 |                 |
| か / カ ka | き / キ ki | く / ク ku | け / ケ ke | こ / コ ko | きゃ / キャ kya | きゅ / キュ kyu | きょ / キョ kyo |
| さ / サ sa | し / シ si | す / ス su | せ / セ se | そ / ソ so | しゃ / シャ sya | しゅ / シュ syu | しょ / ショ syo |
| た / タ ta | ち / チ ti | つ / ツ tu | て / テ te | と / ト to | ちゃ / チャ tya | ちゅ / チュ tyu | ちょ / チョ tyo |
| な / ナ na | に / ニ ni | ぬ / ヌ nu | ね / ネ ne | の / ノ no | にゃ / ニャ nya | にゅ / ニュ nyu | にょ / ニョ nyo |
| は / ハ ha | ひ / ヒ hi | ふ / フ hu | へ / ヘ he | ほ / ホ ho | ひゃ / ヒャ hya | ひゅ / ヒュ hyu | ひょ / ヒョ hyo |
| ま / マ ma | み / ミ mi | む / ム mu | め / メ me | も / モ mo | みゃ / ミャ mya | みゅ / ミュ myu | みょ / ミョ myo |
| や / ヤ ya |            | ゆ / ユ yu |            | よ / ヨ yo |                 |                 |                 |
| ら / ラ ra | り / リ ri | る / ル ru | れ / レ re | ろ / ロ ro | りゃ / リャ rya | りゅ / リュ ryu | りょ / リョ ryo |
| わ / ワ wa | ゐ / ヰ i  |            | ゑ / ヱ e  | を / ヲ o  |                 |                 |                 |
| ん / ン n  |            |            |            |            |                 |                 |                 |
|            |            |            |            |            |                 |                 |                 |
| が / ガ ga | ぎ / ギ gi | ぐ / グ gu | げ / ゲ ge | ご / ゴ go | ぎゃ / ギャ gya | ぎゅ / ギュ gyu | ぎょ / ギョ gyo |
| ざ / ザ za | じ / ジ zi | ず / ズ zu | ぜ / ゼ ze | ぞ / ゾ zo | じゃ / ジャ zya | じゅ / ジュ zyu | じょ / ジョ zyo |
| だ / ダ da | ぢ / ヂ zi | づ / ヅ zu | で / デ de | ど / ド do | ぢゃ / ヂャ zya | ぢゅ / ヂュ zyu | ぢょ / ヂョ zyo |
| ば / バ ba | び / ビ bi | ぶ / ブ bu | べ / ベ be | ぼ / ボ bo | びゃ / ビャ bya | びゅ / ビュ byu | びょ / ビョ byo |
| ぱ / パ pa | ぴ / ピ pi | ぷ / プ pu | ぺ / ペ pe | ぽ / ポ po | ぴゃ / ピャ pya | ぴゅ / ピュ pyu | ぴょ / ピョ pyo |

## Нестандартна латинізація
Крім вищезгаданих стандартизованих систем, часто можна зустріти й інші способи латинізації. Вони використовуються багатьма людьми з різних причин — або через недостатнє розуміння стандартних систем, або через труднощі із введенням діакритичних знаків, які вони використовують. Іноді символів з необхідною діакритикою просто немає у традиційному кодуванні (ця проблема поступово відпадає з поширенням Юнікоду).
З нестандартних способів латинізації окремо можна виділити такі два:
- JSL — система транслітерування, яка призначена для викладання японської мови і жорстко прив'язана до її фонетики. Кожний її символ позначає лише одну японську фонему. На відміну від інших нестандартних латинизаций, JSL є найбільш структурованою системою. Її розробила Елеанора Джорден для своєї книги «Japanese: The Spoken Language» (1987), за назвою якої система й одержала найменування.
- Вапуро-ромадзі — спосіб запису японської мови латиницею, який використовується різними IME (редакторами способів уведення) і текстовими редакторами для введення японських слів за допомогою стандартної Qwerty-клавіатури. На відміну від інших систем, для запису японського слова у вапуро досить букв латинського алфавіту з кодування ASCII (тобто в ньому не використовуються діакритичні знаки). Вапуро не є чіткою системою, тому що в ній допускаються різні способи транслітерування одних і тих самих знаків. Слово вапуро — абревіатура від вадо пуросесса — «word processor», тобто «текстовий процесор».

Також часто можна зустріти заміну діакритичного знака макрона (який використовується у системі Гепберна і ніхон-сікі для позначення довготи голосного — наприклад, Tōkyō), на циркумфлекс (Tôkyô), тому що його простіше вводити в багатьох текстових редакторах і розкладках.
Окрім цього можна зустріти такі способи латинізації:
- oh для позначення おお (частіше) або おう (ō у системі Гепберна). Іноді таку латинізацію називають «паспортний Гепберн», тому що Міністерство Закордонних Справ Японії дозволило (але не зробило обов'язковим) використання такого запису в паспортах;
- ou для позначення おう. Це приклад вапуро-ромадзі. Він особливо часто використовується любителями аніме — отаку;
- ô для позначення おお або おう. Це позначення використовується в кунрей-сікі, але іноді зустрічається й у Гепбернівських транслітераціях або помилково, або навмисне (тому що в кодуванні ISO-8859-1 немає символу ō, але є ô);
- jya для позначення じゃ (ja в системі Гепберна) тощо. Таке написання зустрічається у Вапуро ;
- dzu для позначення づ (zu у системі Гепберна). Це теж приклад плутання двох систем, цього разу Гепберна з ніхон-сікі;
- cchi для позначення っち (tchi в системі Гепберна) тощо Такий запис часто використовується «для краси» при придумуванні псевдонімів (наприклад, ім'я あきこ Akiko перетворюється в あっちゃん — Acchan замість Atchan,);
- la для позначення ら (ra у системі Гепберна) тощо Через те, що японський приголосний звук [р] насправді звучить як щось середнє між [р] і [л], причини такого запису зрозумілі;
- a для позначення ああ (ā у системі Гепберна) тощо — тобто не позначення довжини голосного;
- na для позначення んあ (n'a у системі Гепберна) тощо

Попри те, що іноді використання таких способів запису має сенс (у специфічних ситуаціях), воно, як правило, призводять лише до плутанини.
У власних іменах можливі ще більші відхилення від стандартних систем. Наприклад, прізвище Найто інколи записується як «Nightow», хоча за системою Гепберна правильно писати Naitō.
Врешті-решт, деякі японські слова й назви, наприклад, «jiu jitsu» (джіу-джіцу) або «Tokyo» (Токіо) пишуться саме відповідно до традиції, попри те, що їхнє написання не узгоджується з жодною з існуючих систем латинізації.

## Різниця у системах
У наступній таблиці показана різниця у записі деяких силабічних знаків японської мови у різних системах. Також для довідки наведений запис цих складів у кірідзі — російській системі кириличної транслітерації (подано українською транскрипцією).
| Хіраґана   | Оновлений Гепберн | Кунрей-сікі | Ніхон-сікі | Кірідзі |
| ---------- | ----------------- | ----------- | ---------- | ------- |
| うう       | ū                 | û           | ū          | у:      |
| おう, おお | ō                 | ô           | ō          | о:      |
| し         | shi               | si          | si         | сі      |
| しゃ       | sha               | sya         | sya        | ся      |
| しゅ       | shu               | syu         | syu        | сю      |
| しょ       | sho               | syo         | syo        | сьо     |
| じ         | ji                | zi          | zi         | дзі     |
| じゃ       | ja                | zya         | zya        | дзя     |
| じゅ       | ju                | zyu         | zyu        | дзю     |
| じょ       | jo                | zyo         | zyo        | дзьо    |
| ち         | chi               | ti          | ti         | ті      |
| つ         | tsu               | tu          | tu         | цу      |
| ちゃ       | cha               | tya         | tya        | тя      |
| ちゅ       | chu               | tyu         | tyu        | тю      |
| ちょ       | cho               | tyo         | tyo        | тьо     |
| ぢ         | ji                | zi          | di         | дзі     |
| づ         | zu                | zu          | du         | дзу     |
| ぢゃ       | ja                | zya         | dya        | дзя     |
| ぢゅ       | ju                | zyu         | dyu        | дзю     |
| ぢょ       | jo                | zyo         | dyo        | дзьо    |
| ふ         | fu                | hu          | hu         | фу      |

Також системи різняться у записі граматичних часток японської мови: так, склади は ха, へ хе і を о, які використовуються як частки або граматичні показники, у системі Гепберна й кунрей-сікі пишуться як wa, e і o — тому що так вимовляються, тоді як у ніхон-сікі ці склади пишуться як ha, he і wo — відповідно до таблиці японської абетки ґодзюон.

### Приклади
| Слово                | Японська | Кана     | Ромадзі           | Ромадзі     | Ромадзі    | Кірідзі   |
| Слово                | Японська | Кана     | оновлений Гепберн | Кунрей-сікі | Ніхон-сікі | Кірідзі   |
| -------------------- | -------- | -------- | ----------------- | ----------- | ---------- | --------- |
| римські букви        | ローマ字 | ローマじ | rōmaji            | rômazi      | rōmazi     | ро: мадзі |
| Гора Фудзі           | 富士山   | ふじさん | Fujisan           | Huzisan     | Huzisan    | Фудзісан  |
| чай                  | お茶     | おちゃ   | ocha              | otya        | otya       | отя       |
| префект              | 知事     | ちじ     | chiji             | tizi        | tizi       | тідзі     |
| стискати, зменшувати | 縮む     | ちぢむ   | chijimu           | tizimu      | tidimu     | тідзіму   |

## Латинська абетка японською
У цьому списку зазначено, як назви букв латинського алфавіту вимовляються японською. Це корисно для читання абревіатур, наприклад, NHK (ніппон хо: со: кьо: кай, «Японська телерадіомовна корпорація») вимовляється як ену-етті-ке:.
- Ａ — エー е:
- Ｂ — ビー бі:
- Ｃ — シー сі:
- Ｄ — ディー ді:
- Ｅ — イー і:
- Ｆ — エフ ефу
- Ｇ — ジー дзі:
- Ｈ — エッチ етті
- Ｉ — アイ аі
- Ｊ — ジェー дзе:
- Ｋ — ケー ке:
- Ｌ — エル еру
- Ｍ — エム ему
- Ｎ — エヌ ену
- Ｏ — オー о:
- Ｐ — ピー пі:
- Ｑ — キュー кю:
- Ｒ — アール а:ру
- Ｓ — エス есу
- Ｔ — ティー ті: (або チー чі:)
- Ｕ — ユー ю:
- Ｖ — ヴィ ві: (або ブイ буй)
- Ｗ — ダブリュー дабурю:
- Ｘ — エックス еккусу
- Ｙ — ワイ вай
- Ｚ — ゼット дзетто